# Katehčaj
Katehčaj (azer. Qatexçay, gruz. კატეხისწყალი, rus. Катехчай) je rijeka u Gruziji i Azerbajdžanu. Duga je 54 km. Površina porječja iznosi 620 km2. Nastaje na Velikom Kavkazu spajanjem rijeka Džamazaor i Čamradere, a ulijeva se u rijeku Alazani čija je lijeva pritoka. 